# Gambiaanse epaulettenvleerhond
De Gambiaanse epaulettenvleerhond  (Epomophorus gambianus)  is een vleerhond uit het geslacht Epomophorus die voorkomt in  van Senegal en zuidelijk Mali tot Zuid-Soedan en Ethiopië, het noorden van het Kongogebied en Tanzania.

## Beschrijving
Het zijn vleerhonden met een lengte tussen de 12,5 en 25 cm en een gewicht dat varieert van 40 tot 120 gram. De spanwijdte is 50 cm. De kleur van de vacht is grijsbruin tot roodbruin of taankleurig. Er zitten  witte vlekken aan de basis van de oren. Mannetjes hebben bij de schouder plukken met witte haren, de zogenaamde epauletten die vaak verborgen zitten in een huidplooi, maar tevoorschijn komen tijdens de balts en dienen om de aandacht van vrouwtjes te trekken.

## Leefgebied en gewoonten
De Gambiaanse epaulettenvleerhond komt voor in verschillende typen landschap zoals boomrijke savanne, randen van tropisch bos. De roestplaatsen bevinden zich in grote holle bomen, dicht gebladerte of wortelhout aan de rand van water, vaak op laag gelegen plaatsen, mits niet gestoord door mensen en niet noodzakelijk in het donker. De groepsgrootte varieert tussen de 6 en de 20 maar kan oplopen tot 100.
Het voedsel bestaat uit vruchten, nectar maar ook bloembladeren. Ze spelen een belangrijke rol bij de verspreiding van stuifmeel van de bloesems. Vooral allerlei soorten wilde vijgen worden gegeten verder Guave (Psidium guajava) en fruit uit plantages van mango en banaan. Daardoor kunnen ze schade veroorzaken.
De Gambiaanse epaulettenvleerhond is vrij algemeen binnen zijn verspreidingsgebied in Afrika en de soort is daarom veilig.

## Bijzonderheid
Epaulettenvleerhonden kunnen (gegeven hun formaat) zeer oud worden, gemiddeld 21 jaar oplopend tot 28 jaar.